# Єлшовце
Єлшовце (словац. Jelšovce) — село, громада округу Нітра, Нітранський край. Кадастрова площа громади — 10.44 км².
Населення 994 особи (станом на 31 грудня 2018 року).

## Історія
Єлшовце згадується 1326 року.

## Населення
| Рік:            | 1994. | 2004.   | 2014.   | 2024.   |
| --------------- | ----- | ------- | ------- | ------- |
| Кількість осіб: | 979   | 949     | 1008    | 985     |
| Різниця:        |       | -3,06 % | +6,21 % | -2,28 % |

| Рік:            | 2023. | 2024.   |
| --------------- | ----- | ------- |
| Кількість осіб: | 986   | 985     |
| Різниця:        |       | -0,10 % |